# Balkanzug

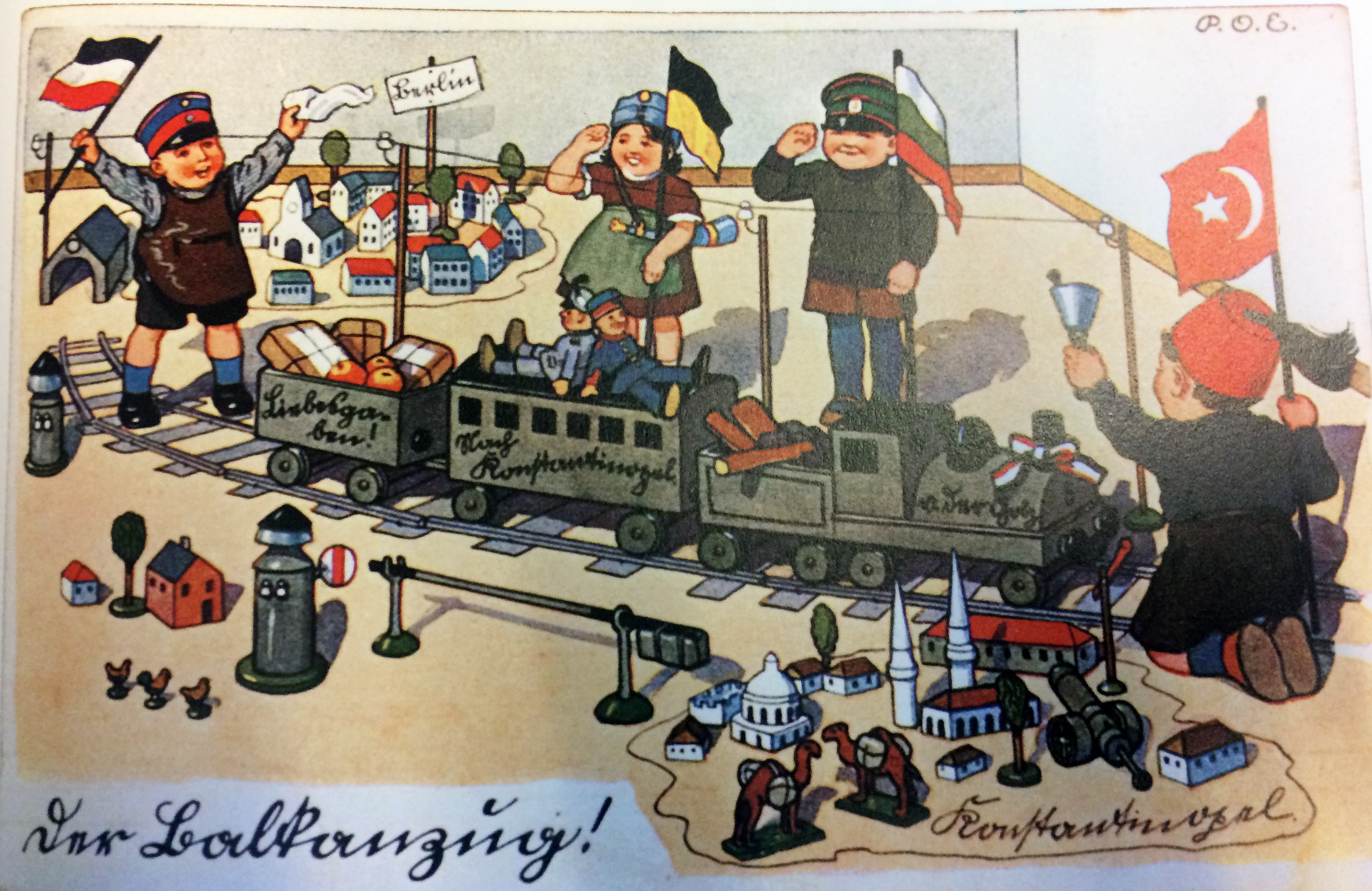
Carte postale de propagande représentant le Balkanzug, moyen de la constitution de la Mitteleuropa.

Le Balkanzug est une ligne de chemin de fer mise en place durant la Première Guerre mondiale, devant relier Berlin à Constantinople. 
Ce projet est initialement conçu pour constituer le principal vecteur de la pénétration économique allemande dans les Balkans et au-delà. 

## Projet ferroviaire

Tracés du de

Le Balkanzug a pour vocation de relier l'Empire allemand à l'Empire ottoman, en traversant l'Autriche-Hongrie, la Bulgarie (pays alliés pendant le conflit). Il traverse une partie de la Serbie, alors occupée par les forces de la Triple Alliance.